# Mathew Fogarty
Mathew „Matt“ Fogarty (* 30. Oktober 1956) ist ein US-amerikanischer Badmintonspieler. 

## Karriere
Matt Fogarty gewann in den USA insgesamt vier nationale Titel. 2009 siegte er bei den Colombia International. Des Weiteren nahm er an den Badminton-Weltmeisterschaften 2006, 2009 und 2010 teil.

## Sportliche Erfolge
| Saison | Veranstaltung              | Disziplin    | Platz | Name                           |
| ------ | -------------------------- | ------------ | ----- | ------------------------------ |
| 1980   | USA: Einzelmeisterschaften | Herrendoppel | 1     | Matt Fogarty / Mike Walker     |
| 1984   | USA: Einzelmeisterschaften | Herrendoppel | 1     | Matt Fogarty / Bruce Pontow    |
| 1986   | USA: Einzelmeisterschaften | Herrendoppel | 1     | Matt Fogarty / Bruce Pontow    |
| 2000   | USA: Einzelmeisterschaften | Herrendoppel | 1     | Matt Fogarty / Wu Chibing      |
| 2003   | Weltmeisterschaft          | Mixed        | 33    | Mathew Fogarty / Lina Taft     |
| 2003   | Weltmeisterschaft          | Herrendoppel | 17    | Mathew Fogarty / Dean Schoppe  |
| 2009   | Colombia International     | Herrendoppel | 1     | David Neumann / Mathew Fogarty |